# Jean-Pierre Norblin de La Gourdaine
Pour les articles homonymes, voir Norblin.
Jean-Pierre Norblin de la Gourdaine né le 15 juillet 1745 à Misy-sur-Yonne et mort le 23 février 1830 à Paris est un peintre, dessinateur, graveur et caricaturiste français actif en Pologne.

## Biographie

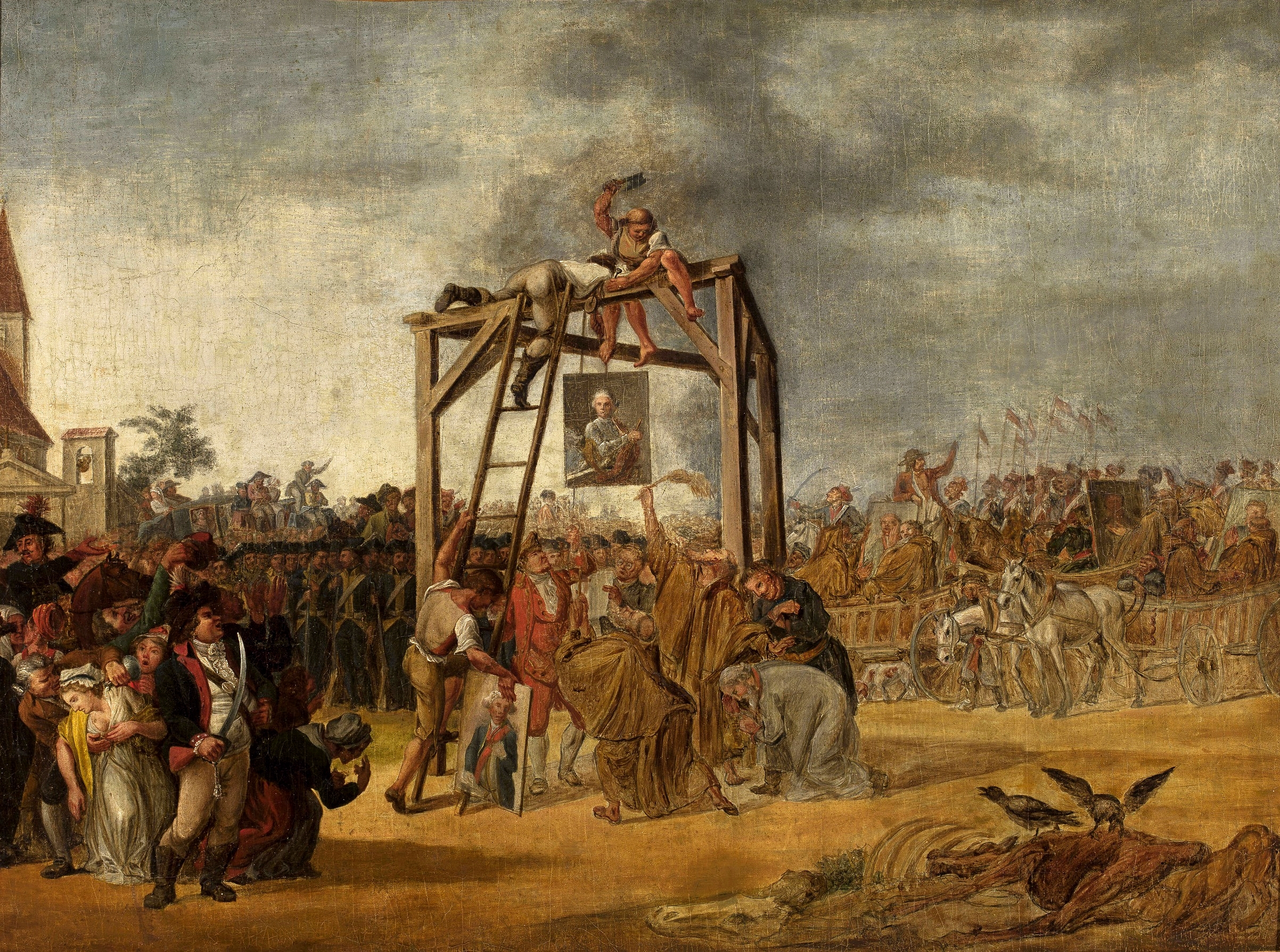
Accrochage des portraits des traîtres à la place du marché de la vieille ville de Varsovie (1794), musée national de Varsovie.

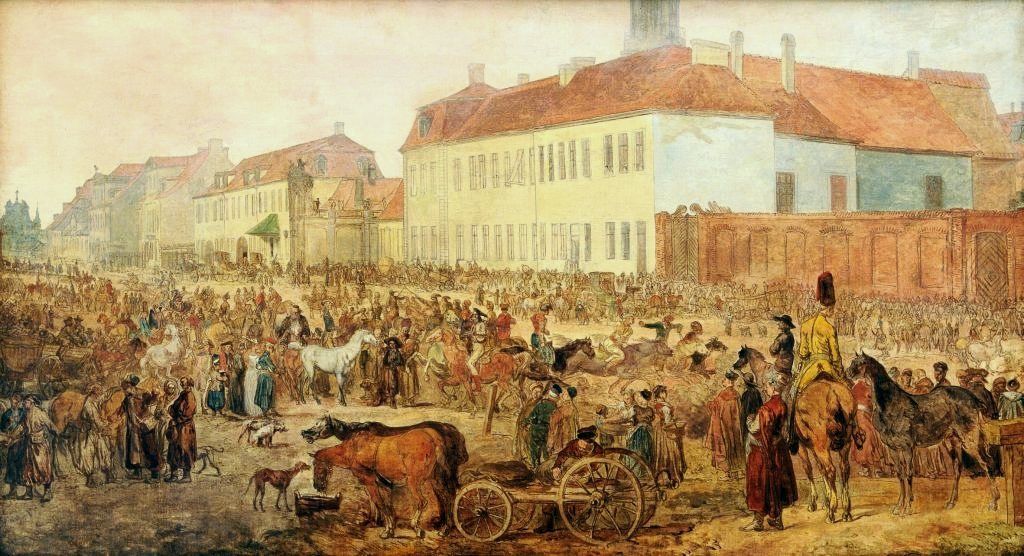
Marché aux chevaux dans rue Królewska à Varsovie (1791), huile sur toile, musée national de Poznań.

Jean-Pierre Norblin de la Gourdaine naît le 15 juillet 1745 à Misy-sur-Yonne.
Il commence sa carrière en France, dans les années 1760 (ses premières œuvres sont datées de 1763). Influencé par Rembrandt et Watteau, il fait son apprentissage dans le studio Jacques-Philippe Caresme (vers 1763) de Francesco Casanova (vers 1765), puis à l’Académie royale de peinture et de sculpture, et enfin, en 1770-71, à l’École royale des élèves protégés sous la direction de Louis-Michel van Loo et Joseph-Marie Vien. Vers 1771-1772, il travaille à Paris, Londres et Spa. En 1772 (ou 1774?), il rencontre le prince polonais Adam Kazimierz Czartoryski, et sa femme, Izabela, avec qui il voyage et qui l’invite en Pologne en mai 1774. 
À partir de 1774, Norblin réside dans la république des Deux Nations, d'abord au service de la famille de magnats des Czartoryski, comme artiste protégé et précepteur de leurs filles. Il épouse une Polonaise, Maria Tokarska, dont il a deux fils (nés en 1777 et 1781) ; un autre fils naît en 1796 d'une seconde épouse.
Il connaît un grand succès dans son pays d’adoption et en XIX siècle y est considéré comme l’un des peintres les plus importants du siècle des Lumières. Il ne reviendra en France qu'e vers la fin du siècle, après presque trente ans passés en Pologne. 
Parmi ses premiers travaux comme peintre et décorateur pour les Czartoryski, les plus célèbres sont ses illustrations de Myszeida, un poème d'Ignacy Krasicki. Il travaille aussi à Puławy (résidence principale des Czartoryski), à Varsovie, à Powązki où il réalise des fresques dans les huttes du « jardin idyllique » créé pour la princesse Izabella Czartoryska. 
Ensuite, il travaille pour les Radziwiłł, autre famille de magnats, et pour le roi Stanislas II de Pologne. Il reside principalement à Varsovie. Son école d’art compte Aleksander Orłowski, Henri Nether et Michał Płoński (pl). Ce déménagement lui permet d’être le témoin de nombreux événements historiques importants des dernières années de la République, notamment l’adoption de la Constitution polonaise du 3 mai 1791. En 1794, il devient célèbre en tant que peintre-chroniqueur du soulèvement de Kościuszko. 
Son style montre l’influence d'Antoine Watteau et s’oriente sur deux axes : la tradition du rococo et des fêtes champêtres d’une part, une représentation précise et quasi-journalistique de la vie quotidienne et d’événements politiques contemporains d’autre part. Il a ainsi créé une galerie de portraits de représentants de toutes les classes sociales des dernières années de la République. Ses peintures immortalisent les événements les plus importants de l’époque : du soulèvement de Varsovie en avril 1794 à l’accrochage des portraits des traîtres de la confédération de Targowica sur la place du marché de la vieille ville de Varsovie, en passant par la bataille de Racławice ou encore le massacre de Praga. 
À son retour en France en 1796, il continue à dessiner, se basant sur certaines de ses ébauches polonaises, ou bien en illustrant encore et toujours des événements contemporains, comme les guerres napoléoniennes. 
Jean-Pierre Norblin de La Gourdaine meurt le 23 février 1830 dans le 9e arrondissement de Paris.
Veuf en premières noces de Marianna Tokarska, il épouse en secondes noces Marie Madeleine Kopsch (1770-1861). Trois de ses fils furent également des artistes reconnus : Alexandre (1777-1828), sculpteur, lauréat du deuxième prix de Rome en 1800 ; Louis (1781-1854), violoncelliste ; Sébastien (1796-1884), peintre.
Dans sa jeunesse, Norblin a rassemblé une petite collection d'œuvres d'art (dessins, estampes, peintures). Il avait, entre autres, œuvres de François Boucher et Hubert Robert. Au début du XIXe siècle, il possédait un tableau de Rembrandt :  Paysage avec un bon Samaritain.

## Œuvre
- Orléans, musée des Beaux-Arts : Napoléon sur le champ de bataille d’Eylau, 1807, plume et encre noire, lavis gris et brun, rehauts de gouache blanche sur trait de crayon graphite, sur papier vélin, 52,6 x 69,5 cm[7].